# Cayetano Martínez Artés
Cayetano Martínez Artés (Alhama de Salmerón, Almería, 1900 - Almería, 6 de septiembre de 1939) fue un funcionario público y político socialista en la provincia de Almería, España.
Cayetano era el cuarto de nueve hermanos, todos dedicados a la agricultura, y el único que recibió una educación básica terminando el bachillerato. En su familia, la agricultura decantada hacia la uva de mesa había sido un negocio próspero hasta la Primera Guerra Mundial, si bien todavía antes de la guerra civil su hermano Cecilio llegó a tener una empresa de exportación y su hermano José fue agente comercial de la misma en el Reino Unido. Ganada la plaza de oficial de Correos, Cayetano estuvo destinado en Bilbao hasta que pudo permutar la plaza por una en la provincia de Almería. Casado en 1928, trasladó en 1930 su residencia a la capital almeriense y pronto se integró en la Unión General de Trabajadores y el Partido Socialista Obrero Español.

## Político y sindicalista durante la Segunda República
Hombre vinculado a la corriente caballerista del PSOE por su amistad con el diputado Gabriel Pradal, fue presidente de la Agrupación Local del PSOE de Almería en 1932 durante un breve periodo de tiempo, aunque permaneció en la Comisión Ejecutiva Local hasta el inicio de la guerra, con escasas interrupciones.
Era conocido por su dedicación máxima al trabajo, la familia, el sindicato y el partido. Con la victoria de la Confederación Española de Derechas Autónomas (CEDA) y la consecuente represión en 1934 tras el proceso revolucionario, fue depurado del trabajo en Correos, junto con otros compañeros; quedó cesante en principio, para luego ser encarcelado sin cargos. Sus compañeros del servicio postal se hicieron cargo del sueldo de Cayetano entregándoselo a la esposa durante todo el tiempo que estuvo preso y cesado.
Con la llegada de la guerra, Cayetano fue nombrado secretario general del Secretariado formado en el PSOE en diciembre de 1936, cargo que mantuvo hasta el final del conflicto en 1939. También fue vicesecretario de la Federación Provincial de Agrupaciones Socialistas de Almería, y presidente de la misma durante unos meses hasta que, al igual que en la Agrupación local, fue nombrado secretario general del Secretariado provincial del PSOE hasta el final de la guerra. En 1936 Cayetano Martínez fue candidato a las elecciones de compromisarios para la elección del presidente de la República por la candidatura obrerista, siendo elegido gracias al triunfo en la capital almeriense por un 68% de la candidatura frente a la republicana.

## Guerra Civil
La sublevación militar que dio lugar a la Guerra Civil tuvo lugar en Almería el 21 de julio de 1936 y Cayetano Martínez, que era ya un dirigente obrerista reconocido en la provincia, tras los bombardeos de la aviación sublevada, en enero de 1937 optó por refugiarse con su familia en las bodegas de un cortijo ubicado en La Cañada, en las afueras de la ciudad, propiedad de una conocida familia de la derecha almeriense que les ofreció cobijo en su propia casa pero que Cayetano rechazó, aceptando la bodega como vivienda.
Fracasado el golpe en Almería, Cayetano Martínez fue nombrado presidente del Comité Central, órgano creado por la Federación Provincial Socialista, la Unión General de Trabajadores, el Partido Comunista de España, las Juventudes Socialistas y las Juventudes Comunistas, para reorganizar la situación de caos dejada por la intentona en todas las instituciones. Cayetano Martínez se integró también en la Junta Provincial de Socorros, junto con Francisco Callejón López (presidente de la Diputación Provincial) y Antonio Ortiz Estrella (alcalde) entre otros, con la tarea de atender a las víctimas civiles, y fue un destacado miembro del Socorro Rojo Internacional. El Comité Central fue el auténtico centro de poder en la provincia durante algunos meses, y coincidió en el tiempo con las represalias sobre militantes de derechas llevadas a cabo por grupos incontrolados y otros, en especial el Comité de Presos. Si bien terminada la guerra se acusó a Cayetano Martínez de responsable de dicha represión, ningún documento ni testimonio avaló tales afirmaciones.
Con las modificaciones introducias por Largo Caballero para contener la proliferación de comités en la retaguardia republicana, y con el apoyo de Cayetano Martínez y el gobernador civil, Gabriel Morón, el Comité Central fue disuelto a finales de 1936, siendo sustituido por el Comité Permanente del Frente Popular y después por el Comité Ejecutivo del Frente Popular, formados por todas las fuerzas políticas opuestas a la sublevación y que trabajó como órgano asesor de los ayuntamientos, diputación y gobierno civil, una vez restablecidas y ordenadas sus competencias. Se creó un Consejo Provincial, siguiendo las indicaciones del gobierno de Largo Caballero, que llevaba la dirección política de la provincia encabezado por el gobernador civil y siendo su vicepresidente Cayetano Martínez. Ocupó la Vicepresidencia hasta el final de la guerra e, interinamente, fue gobernador civil cuando Gabriel Morón marchó a un nuevo destino en Madrid y llegó el nuevo gobernador Vicente Talens Inglá.
Mientras tanto, con la toma de Málaga en febrero de 1937 por las tropas franquistas, muchas familias de militantes de izquierdas, temiendo la caída de Almería, se trasladaron a zonas seguras de la zona controlada por el ejército republicano. La esposa e hijos de Cayetano Martínez marcharon a Barcelona, pero en mayo regresaron a La Cañada dado que también sufrían los bombardeos en la capital catalana.

## Detención, acusación, consejo de guerra y ejecución
Tomada Almería, Cayetano Martínez huyó camino de la provincia de Murcia con intención de tratar de alcanzar la frontera y pasar a Francia, o marchar en barco, pero las tropas franquistas ocupaban las zonas y no pudo conseguirlo, refugiándose en la sierra de Filabres. Allí fue detenido por la Guardia Civil el 20 de abril de 1939, por orden del consejo de guerra permanente de Almería acusado de "extremista", de cometer "múltiples saqueos" y "asesinatos", "impedir el triunfo del Alzamiento" y la confeccíon de "listas" para los detenidos que habían de ser ejecutados y, en fin, ser "elemento directivo, activo y peligroso para el Glorioso Movimiento Nacional". En sus declaraciones estando preso, Cayetano Martínez negó las acusaciones, indicando que gracias a su actuación se habían evitado linchamientos, la acción de grupos violentos que —provenientes de la provincia de Málaga— pretendían realizar ejecuciones en los barcos-prisión y que se enviaron detenidos de la derecha a sus pueblos para protegerlos, evitando también el saqueo, actos todos ellos que habían provocado que los más extremistas le llamasen "fascista", mencionando aquellas personas y entidades que podían avalar sus afirmaciones y declarar en un futuro juicio.
El consejo de guerra llevó a término un juicio sumarísimo. Presentó cargos el 11 de mayo de 1939 por "rebelión militar". Estos se basaban en dos declaraciones contenidas en el sumario, las de un juez del Distrito segundo de Almería que le acusó de ponerle una multa para su indulto, de destituirle en el centro de telégrafos, lo que le había supuesto un coste de cincuenta mil pesetas y de no haber excarcelado a su suegro que falleció detenido; y de un comerciante de maderas en cuyo almacén se había realizado una incautación por valor de diez mil pesetas. No se presentaron ni se aceptaron más declaraciones.
El juicio se celebró dos días después, el 13 de mayo, pidiéndose por parte del fiscal la pena de muerte con ejecución a garrote vil por "un delito de rebelión militar, con la concurrencia de circunstancias de agravación muy cualificadas", y el abogado defensor cadena perpetua por "adhesión a la rebelión". Tres horas después de intervenir fiscal y defensor, se dictó sentencia de muerte por autor y responsable criminal de rebelión. Fue fusilado en las tapias del cementerio de San José de Almería. Los testimonios de miembros de su familia que lo visitaron y de otros detenidos que sobrevivieron aseguran que falleció ese día pero como consecuencia de las torturas sufridas: todos coincidieron en afirmar que cada día se encontraba en peor estado y que las últimas veces que lo vieron vivo no veía y apenas si podía moverse, se encontraba extremadamente delgado y con señales y heridas por todo el cuerpo. Su familia fue multada por el Tribunal de Responsabilidades Políticas y se les negaron las cartillas de racionamiento.